# Schmiedeberg-Plakette
Die Schmiedeberg-Plakette ist die höchste Ehrung der Deutschen Gesellschaft für Experimentelle und Klinische Pharmakologie und Toxikologie (DGPT) und wird verliehen für „hervorragende wissenschaftliche Leistungen auf dem Gebiet der Pharmakologie, der klinischen Pharmakologie und der Toxikologie“. Benannt ist die Auszeichnung nach Oswald Schmiedeberg, der gemeinsam mit seinem akademischen Lehrer Rudolf Buchheim die Pharmakologie als eigenständige Wissenschaftsdisziplin etablierte.
Die Verleihung der Schmiedeberg-Plakette erfolgt ohne festen Rhythmus seit 1956 durch die DGPT beziehungsweise die Deutsche Pharmakologische Gesellschaft als deren Vorläuferorganisation. Verantwortlich für die Vergabe ist die DGPT-Mitgliederversammlung auf Vorschlag des Präsidiums der Gesellschaft.

## Preisträger
- 1956: Wolfgang Heubner (Berlin)
- 1957: Ernst Peter Pick (New York) und Otto Loewi (New York; Nobelpreis 1936)
- 1962: Carl Frederic Schmidt (Philadelphia), Göran Liljestrand (Stockholm), Corneille Heymans (Gent; Nobelpreis 1938) und Sir Henry Dale (London; Nobelpreis 1936)
- 1964: Otto Krayer (Boston) und Peter Holtz (Frankfurt am Main)
- 1965: Otto Schaumann (Innsbruck)
- 1967: Ernest Basil Verney (Cambridge) und Joshua Harold Burn (Oxford)
- 1968: Wilhelm Siegmund Feldberg (London) und Ulf von Euler (Stockholm; Nobelpreis 1970)
- 1969: Werner Schulemann (Bonn) und Bernard B. Brodie (Bethesda)
- 1972: Hermann Blaschko (Oxford)
- 1974: Marthe Vogt (Cambridge), Friedrich Hartmut Dost (Gießen) und Edith Bülbring (Oxford)
- 1976: Hans Walter Kosterlitz (Aberdeen)
- 1977: Heinz Otto Schild (London) und Walther Wilbrandt (Bern)
- 1978: Julius Axelrod (Bethesda; Nobelpreis 1970)
- 1980: Everhardus Ariëns (Nijmegen)
- 1981: Hans Herken (Berlin)
- 1982: Gustav Kuschinsky (Mainz)
- 1985: Herbert Remmer (Tübingen)
- 1987: Harald Reuter (Bern) und Albrecht Fleckenstein (Freiburg)
- 1994: Oleh Hornykiewicz (Wien)
- 1995: Norbert Brock (Bielefeld) und Fred Lembeck (Graz)
- 1998: Ullrich Trendelenburg (Tübingen)
- 2000: Fritz Markwardt (Erfurt)
- 2002: Roman Muschaweck (Frankfurt am Main), Wulf Vater (Leverkusen) und Ernst Mutschler (Frankfurt am Main)
- 2008: Michel Eichelbaum (Stuttgart und Tübingen)
- 2010: Erich Muscholl (Mainz)
- 2012: Karsten Schrör (Düsseldorf) und Karl Walter Bock (Tübingen)
- 2022: Athineos Philippou (Innsbruck)[1]
- 2023: Klaus Starke (Freiburg)[2]
- 2025: Thomas Wieland (Mannheim)[3]